# Святилівський заказник
Свя́тилівський зака́зник — орнітологічний заказник загальнодержавного значення в Україні. Розташований у межах Глобинського району Полтавської області, на південний захід від села Святилівка. 
Площа 139,2 га. Статус присвоєно згідно з Указом Президента України від 20.08.1996 року № 715/96. Перебуває у віданні: ДП «Кременчуцький лісгосп» — 107 га (Градизьке л-во, кв. 3, 4), Святилівська сільська рада — 32,2 га. 
Заказник розташований в дельті річки Сули, в акваторії Кременчуцького водосховища. Включає в себе острів Петренків та чотири острови під загальною назвою «Голі острови» (о. Кулишевський). Охороняється найбільша в материковій частині України колонія чапель. Тут гніздиться 5 видів чапель, серед яких рідкісний вид — жовта чапля, занесена до Червоної книги України, а також мала біла чапля, що належить до видів, які взяті під охорону в Полтавській області. Загальна чисельність колонії чапель сягає 1200–1400 пар. Крім чапель, тут гніздяться ще два види птахів, занесених до Червоної книги України — реготун чорноголовий та кулик-сорока. Інші види: мартин жовтоногий, крячок річковий, чайка, коловодник звичайний, крижень, чирок-тріскунок. Зрідка поодинокими парами гніздяться гуска сіра.